# Sten Wessberg
Sten Henning Wessberg, född 14 maj 1944, är en svensk före detta fotbollsspelare som spelade två matcher för Gais i fotbollsallsvenskan säsongen 1966 och 1968.
Wessberg är son till Henning Wessberg och bror till Kenneth Wessberg, som båda representerade Gais. Han är farbror till golfaren Linda Wessberg.